# Villò
Villò is een plaats (frazione) in de Italiaanse gemeente Vigolzone.